# Saiphos equalis
Saiphos equalis  — єдиний вид роду Saiphos родини Сцинкові з підряду ящірок. Інша назва «жовточеревий трипалий сцинк».

## Опис
Загальна довжина сягає 18 см. Голова невеличка, трохи сплощена зверху. Тулуб довгий стрункий. Хвіст має середню довжину, загострено на кінці. Є 1 пара лапок з 3 пальцями.
Забарвлення верхньої частини коричневе, черево — темно-жовте або помаранчеве. З боків проходять тонесеньки чорні смужки.

## Спосіб життя
Зустрічається у гірській (на висоті до 1000 м над рівнем моря) та прибережній місцині. Дещо потайлива ящірка. Вдень ховається серед каміння та у норках. Активна вночі. Живиться комахами.
На сьогодні відбувається еволюційний перехід від кладки яєць до живородіння, що дослідили вчені Східнетенесійського та Сіднейського університетів. Самиці з теплих прибережних районів відкладають яйця, а з холодних гірських областей народжують живе потомство.

## Розповсюдження
Є ендеміком Австралії. Мешкає у штатах Новий Південний Уельс та Квінсланд.